# Gerard Endenburg

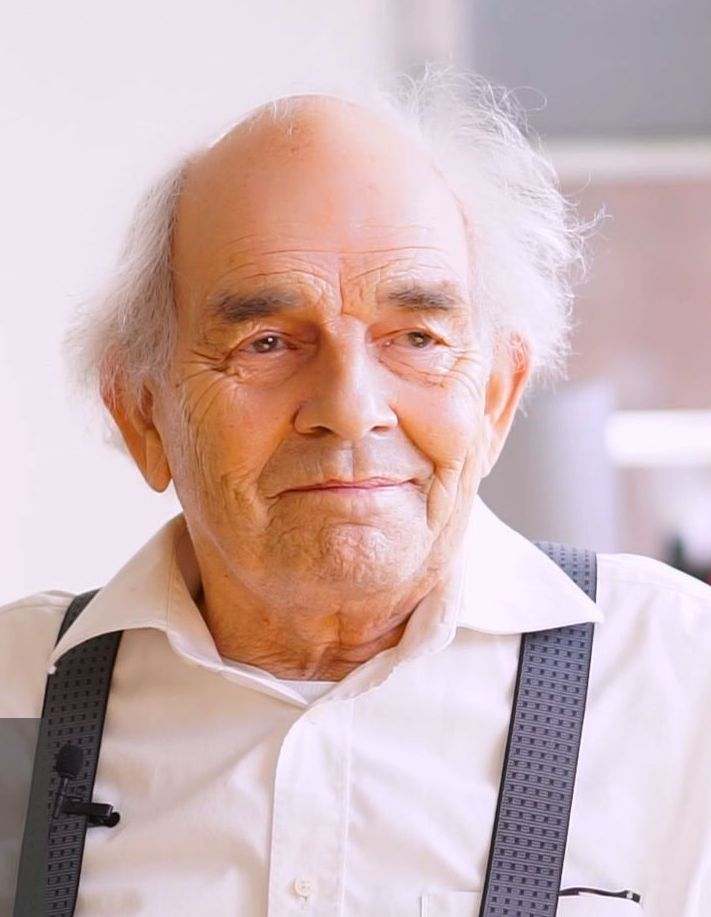
Gerard Endenburg

Gerard Endenburg (Rotterdam, 14 april 1933 – aldaar, 29 juli 2025) was een Nederlands ondernemer die een besluitvormingsmodel voor organisaties ontwikkelde op basis van gelijkwaardigheid. 
Hij bouwde hierbij voort op het idee van de sociocratie van Kees Boeke, wiens leerling hij was tijdens zijn schooltijd op de Werkplaats Kindergemeenschap te Bilthoven.
In 1970 paste Endenburg zijn besluitvormingsmodel, de sociocratische kringorganisatiemethode toe in zijn eigen elektrotechnisch bedrijf. 
In 1978 richtte Endenburg het Sociocratisch Centrum Nederland op om zijn methode verder te verspreiden.
Endenburg promoveerde in 1992 op het onderwerp Sociocratie als Sociaal Ontwerp. Hij bekleedde aan de Universiteit Maastricht de bijzondere leerstoel 'De Lerende Organisatie, in het bijzonder de sociocratische kringorganisatie'. De titel van zijn inauguratie luidde: Kennis, macht en overmacht
In 2013 richtte Endenburg met de directeur van het Sociocratisch Centrum (Annewiek Reijmer) en 2 partners in het buitenland The Sociocracy Group (TSG) op in de vorm van een sociocratische franchise. 
In 2014 richtte hij de Gerard Endenburg Foundation op, een sociocratische stichting voor goede doelen) ter bevordering van een sociocratisch toegeruste samenleving.
Eind juli 2025 overleed prof.dr.ing Endenburg op 92-jarige leeftijd.